# 3621-es mellékút (Magyarország)
A 3621-es számú mellékút egy majdnem pontosan 35,5 kilométeres hosszúságú, négy számjegyű mellékút Borsod-Abaúj-Zemplén vármegye déli részén; Tokajt köti össze a Taktaköz településeivel.

## Nyomvonala
A 38-as főútból ágazik ki, annak a 7+900-as kilométerszelvénye közelében, Tokaj Kistokaj nevű városrészének központjában, dél felé. Ladányi út néven halad a belterület déli széléig, amit nagyjából egy kilométer után ér el. 2,7 kilométer után áthalad a Taktaközi-öntöző-főcsatorna felett, majd átlép Tiszaladány területére. E település első házait kevéssel az 5. kilométere előtt éri el, ahol a Kossuth Lajos utca nevet veszi fel, és több irányváltása ellenére meg is őrzi azt a belterület teljes területén. Nem sokkal a 7. kilométere előtt hagyja el a lakott területet, ott már délnyugati irányt követve.
Tiszatardos a következő települése, melynek határát 8,1 kilométer után, belterületét pedig valamivel a 9. kilométere előtt éri el. Helyi neve itt is végig Kossuth Lajos utca, annak ellenére, hogy a központban, a 9+550-es kilométerszelvénye táján egy igen éles irányváltása van, majdnem északi irányt vesz. Nem sokkal az említett kanyar után kiágazik belőle délnyugat felé a 36 309-es számú mellékút, mely a tiszalöki komp felhajtójához vezet. A belterület északi szélét elérve – nem sokkal a tizedik kilométere után – újra délnyugati irányba fordul, majd nyugat felé húzódva hagyja el a községet.
11,6 kilométer után Csobaj határai közé érkezik, e település lakott területét nagyjából 12,5 kilométer után éri el, s ott előbb a Széchenyi utca, a központban a Rákóczi utca, a nyugati falurészben pedig a Hunyadi utca nevet viseli. 14,3 kilométer után halad el Csobaj legnyugatibb házai mellett, s hamarosan már Taktabáj határai közt jár, ott már északnyugati irányt követve. Települési neve itt Alkotmány utca, s a központ keleti részén egy elágazása is van: a 16+150-es kilométerszelvénye közelében csatlakozik hozzá a Tokaj nyugati határszélétől idáig húzódó 3619-es út. Körülbelül 16,7 kilométer után hagyja el a község belterületét, 18,9 kilométer után pedig a határát is átlépi.
Prügy a következő települése, melynek első házait nagyjából 21,2 kilométer után éri el, a Petőfi Sándor utca nevet felvéve. Pár száz méterrel arrébb beletorkollik északkelet felől a Tarcaltól idáig húzódó 3617-es út, majd – még a 22. kilométere előtt – újabb elágazása következik: ott a Szerencsen induló 3622-es út csatlakozik hozzá nyugat felől. Innentől délnyugati irányban folytatódik és nem sokkal ezután el is hagyja a lakott területet.
24,7 kilométer után éri el Taktakenéz határszélét, 25,5 kilométer után pedig már annak házai között halad tovább; helyi neve Fő utca, de a központban egy szakaszon Szik tér a neve. Nyugat-északnyugati irányban lép ki a lakott területről, 26,6 kilométer után, de még mintegy három kilométeren át e község külterületén folytatódik: 29,6 kilométer után szeli át a Tiszadobi-főcsatorna folyását, s ugyanott átlép Taktaharkány határai közé.
Taktaharkány lakatlan külterületei között egy darabig még többé-kevésbé nyugati irányt követ, de rövidesen északabbnak fordul, s az utolsó kilométerein már ez a jellemző iránya. 33,4 kilométer után éri el a belterület déli szélét, ahol Béke utca lesz a neve, a központhoz közeledve pedig a Rákóczi utca nevet veszi fel. A 35. kilométerén túljutva eléri a Budapest–Sátoraljaújhely-vasútvonal nyomvonalát, és azzal párhuzamos irányba fordul, Dózsa György utca néven. Elhalad Taktaharkány vasútállomás térsége mellett, majd pedig véget is ér, beletorkollva a 3611-es útba, annak a 20+150-es kilométerszelvénye közelében.
Teljes hossza, az országos közutak térképes nyilvántartását szolgáló kira.kozut.hu adatbázisa szerint 35,488 kilométer.

## Települések az út mentén
- Tokaj
- Tiszaladány
- Tiszatardos
- Csobaj
- Taktabáj
- Prügy
- Taktakenéz
- Taktaharkány